# Rei bruixot d'Àngmar
El Rei Bruixot d'Àngmar, també conegut com El Senyor dels Nazgûl, o El Capità dels Espectres de l'Anell, és un personatge fictici de l'univers de J.R.R. Tolkien, la Terra Mitjana.
Originàriament era un rei dels homes, però a la segona edat Sàuron va donar-li un dels nou anells del poder per ajudar-lo a governar el seu reialme. Ell i vuit d'altres van rebre amb els anells un poder molt gran que van fer servir per acomplir les seves ambicions, però l'anell els va acabar corrompent i es van convertir en els fantasmagòrics nazgûl, completament sotmesos a la voluntat del Senyor Fosc.

## Biografia

### Abans de la descoberta de l'Anell
La primera aparició dels Nazgûl a la Terra Mitjana data del 2251 de la Segona Edat. Durant els propers 1.200 anys el Senyor dels Nazgûl seria el capità principal de Sàuron. Va lluitar al seu costat durant el setge de Bàrad-dûr, en l'Última Aliança entre Elfs i Homes, i quan van enderrocar el seu senyor, els Nazgûl van fugir de la Terra Mitjana.
Mil anys més tard, a la Tercera Edat, Sàuron va tornar a prendre forma al Bosc Llobregós amb el nom de 'El Nigromant'. Els Nazgûl van percebre-ho i van tornar a la Terra Mitjana.
L'any 1300, el senyor dels Nazgûl va reaparèixer al nord de l'antic regne d'Àrnor, i va fundar el reialme d'Àngmar. És després dels primers conflictes entre el seu reialme i els dúnedain del nord que va rebre el nom de "Rei Bruixot d'Àngmar".
Poc després va inciar una guerra oberta contra els tres petits regnes en què s'havia dividit l'antic Àrnor (Arthedain, Rhudaur i Cardolan). L'any 1409 van caure Rhudaur i Cardolan i van ser arrasats pel Rei Bruixot. La capital d'Arthedain, Fórnost Erain, va resistir fins al 1974, en què va caure desmembrant-se així els últims vestigis de l'antic regne del nord.
Aleshores el Rei Bruixot es va establir a Fórnost, amb el control de tot el nord. Però el general Eärnur del regne del sud de Góndor va reunir un exèrcit, al que s'hi van afegir els elfs de Lindon i els dúnedain del nord que havien escapat.
A les planes de les ribes del llac Evendim es va lliurar la batalla, que seria coneguda com la batalla de Fórnost. Enmig de la batalla es va afegir a l'exèrcit d'Eärnur un destacament de Rivendell capitanejat per Glorfíndel. Les forces del Rei Bruixot van ser derrotades, desmembrant-se el reialme d'Àngmar. El reialme del Nord, però, no va ser restaurat.
Quan el Rei Bruixot, veient la batalla perduda va fugir cap a Mordor, Eärnur va intentar perseguir-lo, però Glorfíndel el va aturar: "No el persegueixis! No tornarà a aquestes terres. I encara falta molt pel seu final; la mà de l'home no el farà caure."
L'any 2000, des de Mórdor, el Rei Bruixot va liderar els Nazgûl al setge de Minas Íthil. Va capturar-la el 2002, i van rebatejar-la com a Minas Mórgul (la Torre de la Bruixeria). En nom de Sàuron, el Rei Bruixot en va fer la seva fortalesa.
El 2043, el Rei Eärnil II de Góndor, i el seu fill Eàrnur (el vell enemic del Rei Bruixot) va pujar al tron. Just després de la seva coronació, el Rei Bruixot el va desafiar a un combat, però Eärnur va refusar. Set anys més tard, el Rei Bruixot va reptir l'ofeta, i aquest cop el Rei de Góndor va cavalcar cap a Minas Mórgul. Mai més se'n va saber res, i amb ell va acabar la línia dels reis de Góndor i van passar a governar els senescals.
Just dotze anys després de la caiguda de Minas Íthil, el Rei Bruixot va enviar els seus exèrcit d'orcs i haradrim contra les ruïnes d'Osguíliath. Les seves forces van arrasar les defenses gondorianes de la ciutat en runes, i van destrïr l'únic pont que unia les dues ribes de l'Ànduin. Aquesta derrota va fer molt mal a la moral de Góndor.
L'Any 2941 el Nigromant era expulsat de Dol Guldur i Gàndalf va confirmar que en realitat era Sàuron. Sàuron va tornar a Mórdor i va reconstruir Bàrad-dûr, assumint de nou el comandament dels seus exèrcits i iniciant la seva recerca de l'anell que havia perdut.

### El Senyor dels Anells
El 3018 el Senyor Fosc capturava a Gòl·lum, i a través de tortures va aconseguir de treure'n dos mots sobre la localització de l'Anell: "Saquet" i "La Comarca". Sàuron va enviar els nou Nazgûl sota la forma de genets negres a buscar-lo.
Van cavalcar des de Mórdor fins a la Comarca, on van preguntar per "Saquet". Van seguir-li la pista fins a la Boqueria, però no el van poder trobar.
El Rei Bruixot va conduir a quatre nazgûl més a la Pica dels Vents, on van descobrir a Frodo, Gambús i els altres hòbbits. Va estar a punt d'aconseguir l'anell i va arribar a ferir a Frodo amb una fulla de Mórgul, però Gambús va aconseguir fer-los recular i van aconseguir fugir.
Els Nazgûl van reagrupar-se i van perseguir Frodo fins als guals del Bruinen, on Élrond i Gàndalf van fer baixar una gran riuada que se'ls va emportar. Els seus cavalls van morir, i els espectres van tornar a Mórdor on el seu senyor els va donar com a noves muntures unes terribles bèsties alades.
El Rei Bruixot va tornar a Minas Mórgul i va reprendre el seu rol com a comandant de les forcs de Sàuron, ocupant Ithílien i avançant cap a Osguíliath. L'última defensa desesperada de la ciutat enrunada la va fer Fàramir, que va haver de fuigir en retirada cap a Minas Tirith greument ferit.
Finalment, els exèrcits de Sàuron van arribar a la capital, on es va lliurar la batalla dels Camps de Pelènnor. Va conduir l'ariet que va fer caure les portes de la ciutat, va entrar a la ciutat on es trobà a Gàndalf que li barrava el pas. Abans que s'inciciés la lluita, però, els corns de Ròhan van sonar i els rohírrim es van incorporar a la batalla.
Muntat en la seva bèstia, el Rei Bruixot va anar a combatre els rohírrim. Els cavalls dels genets fugien embogits davant la seva muntura. Crinblanca, el cavall del rei Théoden, va caure a terra esclafant-lo sota el seu pes.
Quan es disposava a rematar Théoden, Éowyn s'hi va interposar. Recordant la profecia de Glorfíndel, el Rei Bruixot va vantar-se de què cap home el podia ferir. Aleshores Éowyn va revelar que era una dona i s'hi va enfrontar. D'entrada el combat va resultar favorable al Senyor dels Nazgûl, però el hòbbit Merry va clavar-li per sorpresa una punyalada a la part posterior del genoll, i Éowyn va aprofitar per clavar-li l'espasa a la cara que li causà la mort.